# Knox City (Teksas)
Knox City je gradić u američkoj saveznoj državi Teksas. Prema popisu stanovništva iz 2010. u njemu je živjelo 1.130 stanovnika.